# Нерпиче озеро (Камчатський край)
Не́рпиче озеро (рос. Нерпичье озеро) — солонувате озеро в східній частині півострова Камчатка, на південному березі озера знаходиться робітниче селище і порт Усть-Камчатськ.

## Основні характеристики
Є найбільшим озером Камчатки, його площа становить близько 552 км². Озеро лагунного типу — являє собою залишок морської затоки, яка відокремилась від моря після повільного підняття берегу. Має неправильну форму і велику затоку, витягнуту на північний схід (озеро Култучне, 104 км²). Середня глибина 3,4 м, максимальна глибина 12 м. Береги сильно заболочені.
З озера витікає річка Озерна — притока річки Камчатка. Впадає 117 дрібних річок і струмків, найбільші з них: Халниця (довжина 54 км), Тарховка (51 км) і Ольхова 2-а (45 км). Живлення снігово-дощове. З'єднується з Камчатською затокою Тихого океану. Геологічні дослідження показали, що цунамі 1923 року досягало в районі озера висоти 10 м.
У озері мешкає особлива форма озерного оселедця. Крім оселедця, в озері водяться: лосось, деякі види коропових, харіус, корюшка.